# Kazimierz Małkowski
Kazimierz Małkowski (ur. 3 marca 1933 w Gdyni, zm. 21 września 2012 tamże) – polski ichtiolog, ekonomista, andragog, przewodnik turystyczny i autor książek o Gdyni.

## Młodość i wykształcenie
Syn Feliksa (pochodzącego z Kolonii Ostrowickiej) i Marii z Szubina. Był uczniem Państwowego Gimnazjum i Liceum Męskiego w Gdyni. W trakcie II Wojny światowej był harcerzem Czarnej Czwórki (4 Gdyńskiej Drużyny Harcerzy) gdyńskiej i łącznikiem w Tajnym Hufcu Harcerzy w Gdyni. W 1956 roku ukończył Wyższą Szkołę Rolniczą w Olsztynie z tytułem inżyniera ichtiologa. Uzyskał także tytuł magistra w zakresie organizacji i zarządzania na Akademii Rolniczej w Szczecinie. W latach osiemdziesiątych ukończył studia podyplomowe na Uniwersytecie Warszawskim w tematyce oświaty dorosłych.

## Działalność zawodowa i  społeczna
Pracował jako ichtiolog w przedsiębiorstwach gospodarki morskiej, inspektor w Państwowej Inspekcji Handlowej, oraz jako sekretarz Towarzystwa Wiedzy Powszechnej. Był współzałożycielem WOPR w województwie gdańskim, współtworzył także Koło Starych Gdynian i Towarzystwo Miłośników Gdyni. Był członkiem PTTK, w 1963 roku zorganizował pierwszy kurs przewodników po Trójmieście, potem został prezesem koła PTTK w Gdyni. Wykładał również w Wyższej Szkole Turystyki i Hotelarstwa w Gdańsku. Publikował w gazetach i czasopismach, napisał także serie przewodników pt. Bedeker Gdyński. Był współautorem kilku innych przewodników oraz haseł w Encyklopedii Gdyni.

## Nagrody i ordery
Otrzymał nagrodę im. Doktora Aleksandra Majkowskiego przyznawaną przez urząd wojewódzki w Gdańsku, nagrodę Polonii Australijskiej „Polcul Foundation". W 2010 roku otrzymał Medal im. Eugeniusza Kwiatkowskiego. Jest także kawalerem Krzyża Kawalerskiego Orderu Odrodzenia Polski.